# Santa Bárbara (Insel)
Santa Bárbara (portugiesisch Ilha de Santa Bárbara) ist eine Insel der Abrolhos, einer kleinen Inselgruppe, gelegen rund 55 Kilometer vor der Atlantikküste des brasilianischen Bundesstaats Bahia bei Ponta da Baleia, etwa in Höhe der Stadt Caravelas.
Die schmale Insel ist vulkanischen Ursprungs und nahezu vegetationslos. Im Osten befinden sich einige rein militärisch genutzte Gebäude sowie ein unbesetzter Leuchtturm.